# Turany
Turany (in ungherese Nagyturány) è un comune della Slovacchia facente parte del distretto di Martin, nella regione di Žilina.
Ha dato i natali al pittore Miloš Alexander Bazovský.